# J’ouvert
J'ouvert (dʒuveɪ) werden große Straßenfeste genannt, die jährlich als Teil des Carnival auf zahlreichen karibischen Inseln (hauptsächlich den Kleinen Antillen) abgehalten werden.
J'ouvert ist eine Ableitung des antillen-kreolischen Begriffs jou ouvè, der wiederum aus dem französischen Begriff jour ouvert (wörtlich „offener Tag,“ im übertragenen Sinne „Tagesanbruch“) abgeleitet ist, da das Fest gewöhnlich zu dieser Zeit beginnt.

## Geschichte
J'ouvert wird in vielen karibischen Ländern gefeiert und wird auch oft von den Emigranten im Ausland begangen, so in New York und beim Londoner Notting Hill Carnival.
Traditionell wird das Fest von Calypso und Soca-Bands begleitet und die Teilnehmer tanzen durch die Straßen. Das Festival beginnt lange vor Tagesanbruch und kommt ein paar Stunden nach Sonnenaufgang zu seinem Höhepunkt.
Carnival wurde ab 1783 von französischstämmigen Siedlern auf Trinidad eingeführt. 1783 hatte Spanien, damals Kolonialmacht der Insel, ein Edikt erlassen, das katholischen Siedlern kostenfrei Land auf Trinidad zur Verfügung stellte, um die Wirtschaft der spärlich besiedelten Inseln anzukurbeln. Siedler aus den französischen Kolonien in der Karibik stellten bald die Bevölkerungsmehrheit auf Trinidad. Ihre Sklaven, die von den Kostümbällen der französischen Herren ausgeschlossen waren, feierten ihre eigenen Mini-Carnivals und mischten sie mit ihren eigenen Ritualen und ihrer eigenen Folklore, auch wenn sie gewöhnlich ihre Herren nachahmten und manchmal das Verhalten ihrer Herren bei den Bals masqués persiflierten.
Die Ursprünge der Straßenfeste, die mit J'ouvert verbunden wurden, gehen auf die Sklavenbefreiung (emancipation) 1838 zurück. Die Sklavenbefreiung gab den Afrikanern nicht nur die Freiheit am Carnival teilzunehmen, sondern auch die Möglichkeit diesen als Ausdruck der neugefundenen Freiheit zu gestalten. Es gibt Theorien, dass manche J'ouvert-Traditionen auf Ereignisse bei Aufständen in Port of Spain, Trinidad, zurückgehen, als die Kämpfer sich mit Öl oder Farbe einschmierten um nicht erkannt zu werden.
Die Traditionen des J'ouvert variieren stark in den verschiedenen Ländern der Karibik. In Trinidad und Tobago und Grenada gehört es dazu, sich mit Farbe, Lehm, oder Öl zu beschmieren. Die so präparierten Teilnehmer werden im grenadischen Karneval als „Jab Jabs“ bezeichnet.
In anderen Ländern wird J'ouvert am 1. August (Emanicipation Day) gefeiert, oder in den Westindischen Inseln wird in der Nacht vor der Parade der „Pretty Mas“ gefeiert. Pretty Mas – eine festlichere Version der Feierlichkeiten – wird meist mit bunten, mit Federn geschmückten Kostümen (transcendent glitter) gefeiert und wird stärker kommerziell genutzt. J'ouvert dagegen hebt den Wert des transgressiven Drecks hervor.
In Barbados wird J'ouvert nicht gefeiert, sondern dafür Foreday Morning.